# جورج بولين
 جورج بولين، فيكونت روتشفورد  (بالإنجليزية: George Boleyn, Viscount Rochford)‏ (1503/ 1504 - 17 مايو 1536) شقيق آن بولين الزوجة الثانية للملك هنري الثامن، وزوج جين باركر فيكونتة رتشفورد، الشخصية البارزة في السياسة الإنجليزية في بداية ثلاثينيات القرن السادس عشر. أدين بممارسة زنا المحارم مع أخته الملكة، أثناء محاكمتها بتهمة الخيانة العظمى، وأعدم كلهما نتيجة لذلك.
جورج هو الابن الوحيد لسفير البلاط الإنجليزي السير توماس بولين إيرل ويلتشير وزوجته الليدي إليزابيث بولين كونتيسة ويلتشير. كوالده، كان من المتوقع أن يكون جورج من رجال البلاط ويشغل منصب دبلوماسي، فأجاد الفرنسية بطلاقة مع بعض الإيطالية واللاتينية، كما درس في جامعة أكسفورد.
تزوج من جين باركر عام 1525. عرف جورج بأنه زير نساء، وقال عنه توماس ويات أنه كان يتمتع بجاذبية كبيرة. في عام 1525، أصبح جورج وصيفًا للملك هنري الثامن، لكنه لم يستمر في هذا المنصب سوى لستة أشهر، بعد أن أعاد الكاردينال وولسي تنظيم البلاط الملكي. على سبيل التعويض، عين جورج ساقيًا للملك في يناير 1526. في يونيو 1528، أصيب جورج لمرض التعرق، وهو ما أخبر هنري به في خطاب وجهه لها وهي في قلعة هيفر. وفي 15 نوفمبر 1528، أصبح مسئولاً عن قصر بوليو، وفي ديسمبر 1529، أصبح فيكونت روتشفورد، وأرسل كسفير إلى فرنسا، بدعم من شقيقته آن، وهناك نشأت بينه وبين الملك فرانسوا الأول ملك فرنسا علاقة جيدة.
كان جورج متحمسًا للإصلاح الديني، وترجم من الفرنسية إلى الإنجليزية اثنين من النصوص الدينية. وفي 5 فبراير 1533، دعي جورج رسميًا إلى البرلمان، وكان من المؤيدين لوضع حد لسلطة البابا في إنجلترا، مما أكسبه الكثير من الأعداء المؤيدين للكاثوليكية. وفي عام 1535، كان أحد المفوضين في محاكمة السير توماس مور وثلاثة رهبان بسبب معتقداتهم الدينية، وحضر هو ووالده والابن غير الشرعي للملك هنري فيتزروي ورجال البلاط إعدامهم في 4 مايو 1535.
في عام 1536، أسقط آن بولين حملها، وتزامن فشلها في إنجاب وريث ذكر للملك، مع افتتانه بجين سيمور إحدى وصيفات آن. وللتخلص من آن، وضع هنري مع كبير مستشاريه توماس كرومويل مؤامرة، حيث اتهم آن بالزنا مع خمسة رجال، أحدهم كان شقيقها جورج. ووجه لجورج تهمتي زنا المحارم مع الملكة والتآمر مع آن لقتل الملك. وبعد وفاة آن وجورج، تفاخر كرومويل بأنه دبر المؤامرة، لإتمام التحالف مع إسبانيا.
ألقي القبض على جورج وآن في 2 مايو 1536، وحوكم الرجال الأربعة الآخرين هنري نوريس وفرنسيس وستون وويليام بريريتون ومارك سميتون يوم الجمعة 12 مايو. اعترف سميتون فقط، ربما تحت وطأة التعذيب، وفي 15 مايو، حوكمت آن وشقيقها جورج، وأدينا. وأعدم جورج بقطع رأسه في 17 مايو 1536.